# Oculus VR

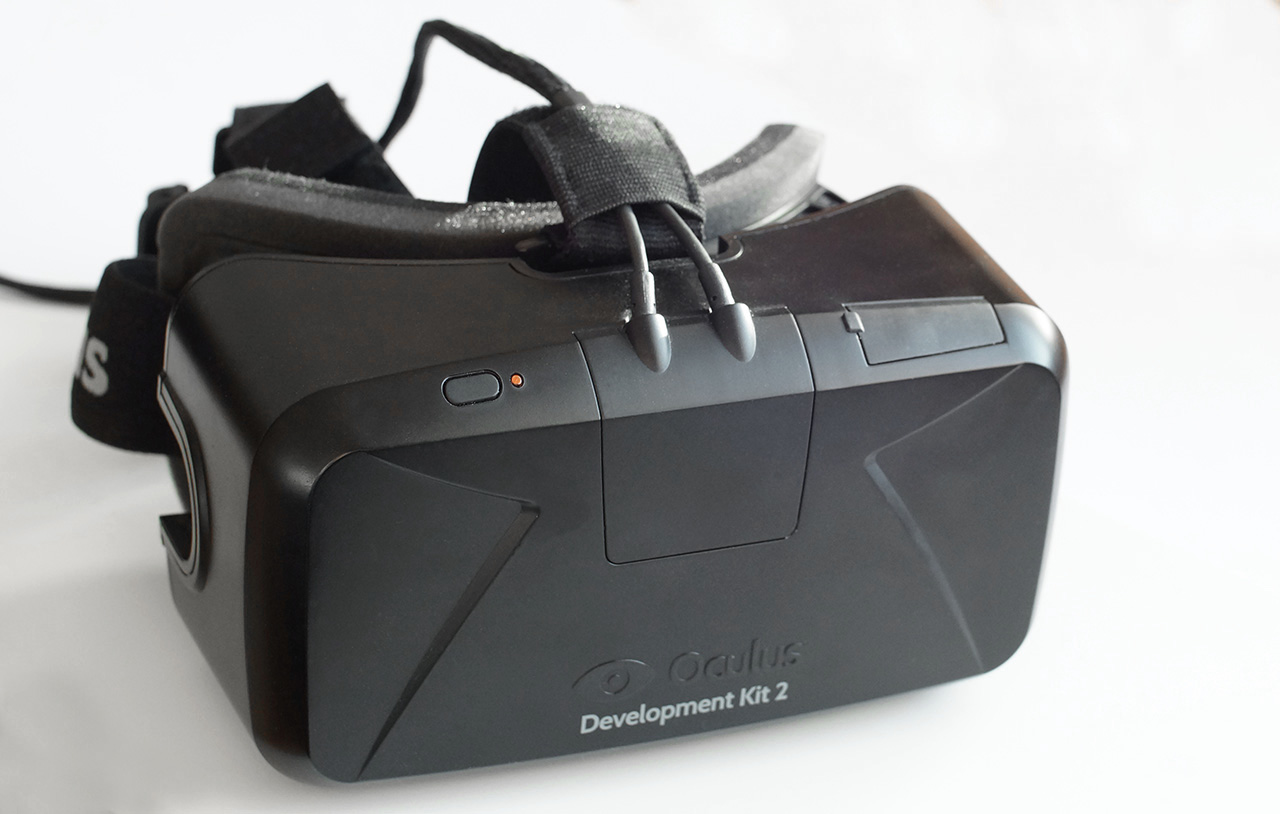
The Development Kit 2.

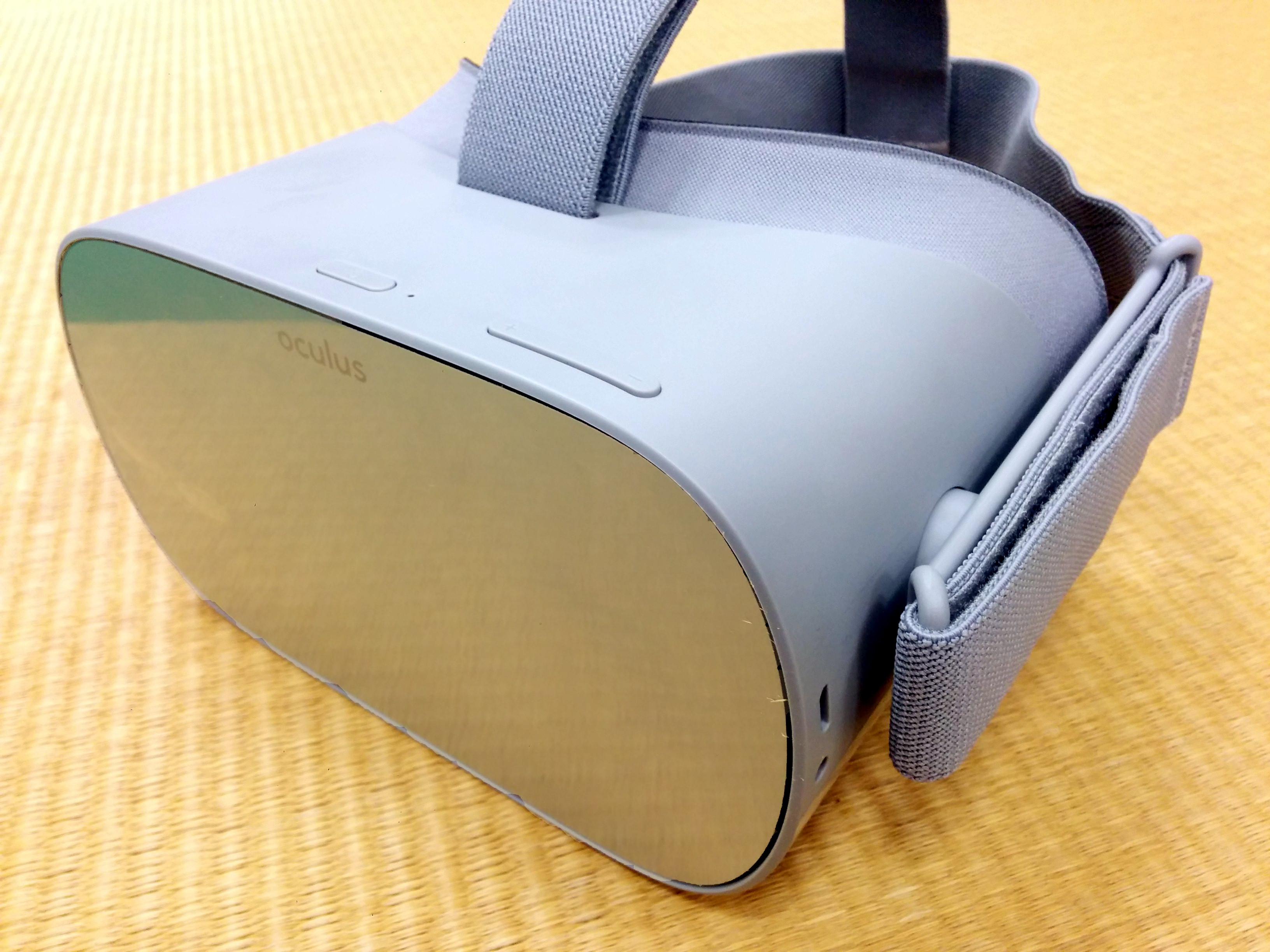
Oculus Go

Oculus VR es una compañía estadounidense que desarrolla tecnología de realidad virtual, propiedad de Meta, fundada por Palmer Luckey, Brendan Iribe, Michael Antonov, Jack McCauley y Nate Mitchell en julio de 2012 en Irvine, California. Actualmente su sede se encuentra en Menlo Park. Oculus VR se especializa en productos de software y hardware de realidad virtual.
En abril de 2012, Luckey anunció su primer producto, el Oculus Rift, un casco de realidad virtual, el cual permite una experiencia inmersiva en realidad virtual diseñado para videojuegos. La compañía, lanzó una campaña de Kickstarter en agosto para poner los auriculares de realidad virtual a disposición de los desarrolladores. La campaña tuvo éxito y recaudó $ 2.4 millones, diez veces su objetivo original de $ 250,000. Dos modelos de preproducción fueron lanzados a los desarrolladores; Oculus VR DK1 (kit de desarrollo 1) y Oculus VR DK2 (kit de desarrollo 2). El producto para el consumidor se lanzó el 28 de marzo de 2016 con un diseño totalmente nuevo que incorpora pantallas VR especializadas, audio posicional y sistema de seguimiento por infrarrojos.
El 25 de marzo de 2014, el CEO de Facebook, Mark Zuckerberg, acordó adquirir Oculus VR por US $ 2,3 mil millones en efectivo y acciones. En 2015, Oculus VR adquirió Surreal Vision, una startup británica que se centró en la reconstrucción 3D y realidad mixta, afirmando que podría ser posible para Oculus VR desarrollar productos con el concepto de telepresencia. 
En noviembre de 2015, la compañía se asoció con Samsung para desarrollar Samsung Gear VR para los móviles Samsung Galaxy.
En octubre de 2017, Oculus duplicó su línea de hardware VR, y agregó dos nuevos auriculares junto Oculus Rift y Samsung Gear VR. El primero es un kit de desarrollo con nombre en código de Santa Cruz, que cuenta con seguimiento de movimiento completo en un auricular inalámbrico. El segundo es Oculus Go, un auricular móvil con componentes electrónicos incorporados en lugar de una ranura para teléfono. El jefe de VR de Facebook, Hugo Barra, dice que Go y Santa Cruz supuestamente complementan Oculus Rift y Gear VR, no los reemplazan.[cita requerida]
Barra dice que Santa Cruz agrega una tercera categoría. Categóricamente se siente como un Oculus Rift, porque tiene seguimiento de posición y controladores de movimiento. Pero su poder, hasta donde sabemos, se encuentra más en el nivel de un Gear VR. Barra todavía se refiere al Rift como el producto estrella de Oculus. Se supone que Santa Cruz es más accesible y, en última instancia, señala el camino hacia la realidad virtual general.
Oculus Go finalmente podría atraer usuarios de iPhone a la realidad virtual móvil.[cita requerida]

## Historia

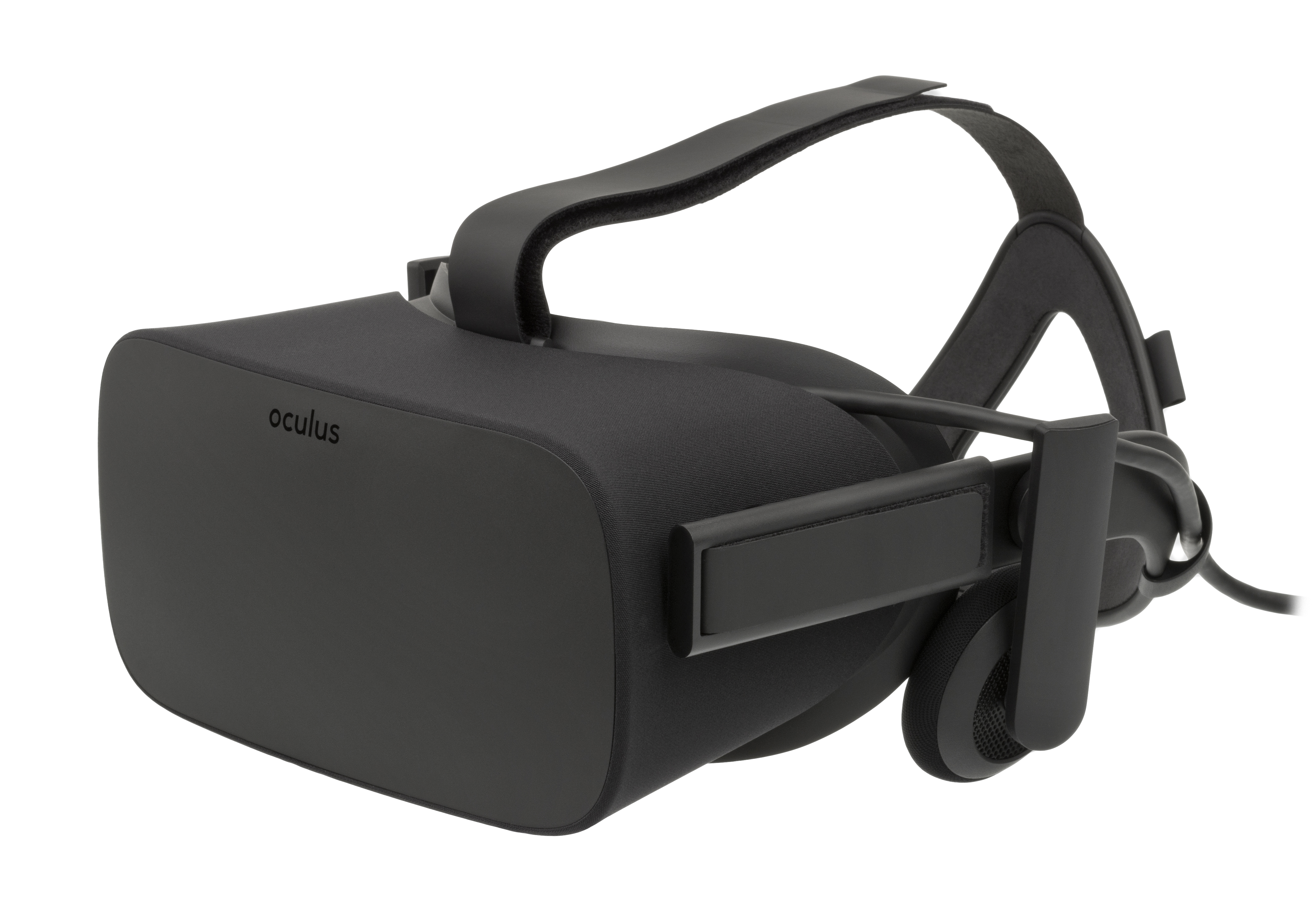
El Oculus Rift original (anteriormente denominado "CV1"), el primer auricular VR comercial lanzado por Oculus VR.

### Fundación
Palmer Luckey, diseñador de casco de realidad virtual(HMD) del Instituto de Tecnologías Creativas de la Universidad del Sur de California, se ganó la reputación de tener la mayor colección personal de HMD del mundo y fue un moderador durante mucho tiempo en los foros de discusión de Meant to Seen (MTBS)
A través de los foros de MTBS, Palmer desarrolló la idea de crear un nuevo casco de realidad virtual que fuera más efectivo que el que estaba actualmente en el mercado y que además fuera económico para los jugadores. Para desarrollar el nuevo producto, Luckey fundó Oculus VR con los cofundadores de Scaleform Brendan Iribe y Michael Antonov, Nate Mitchell y Andrew Scott Reisse.
Casualmente, John Carmack de id Software había estado haciendo su propia investigación sobre los HMD y descubrió los desarrollos de Palmer como miembro de MTBS. Después de probar una unidad anterior, Carmack prefirió el prototipo de Luckey y justo antes de Electronic Entertainment Expo (E3) de 2012, id Software anunció que su futura versión actualizada de Doom 3 y Doom 3 BFG Edition, sería compatible con unidades de cascos de realidad virtual.
Durante la convención, Carmack introdujo un casco de realidad virtual con cinta adhesiva, basada en el prototipo Oculus Rift de Palmer, que ejecutaba el software de Carmack. La unidad tenía una IMU de alta velocidad y una pantalla LCD de 5,6 pulgadas (14 cm), visible a través de lentes duales que se colocaron sobre los ojos para proporcionar una perspectiva 3D estereoscópica vertical de 90° horizontal y 110°.  Más tarde, Carmack dejó id Software cuando fue contratado como director de tecnología de Oculus VR.

### Fondos para Oculus Rift y la compañía

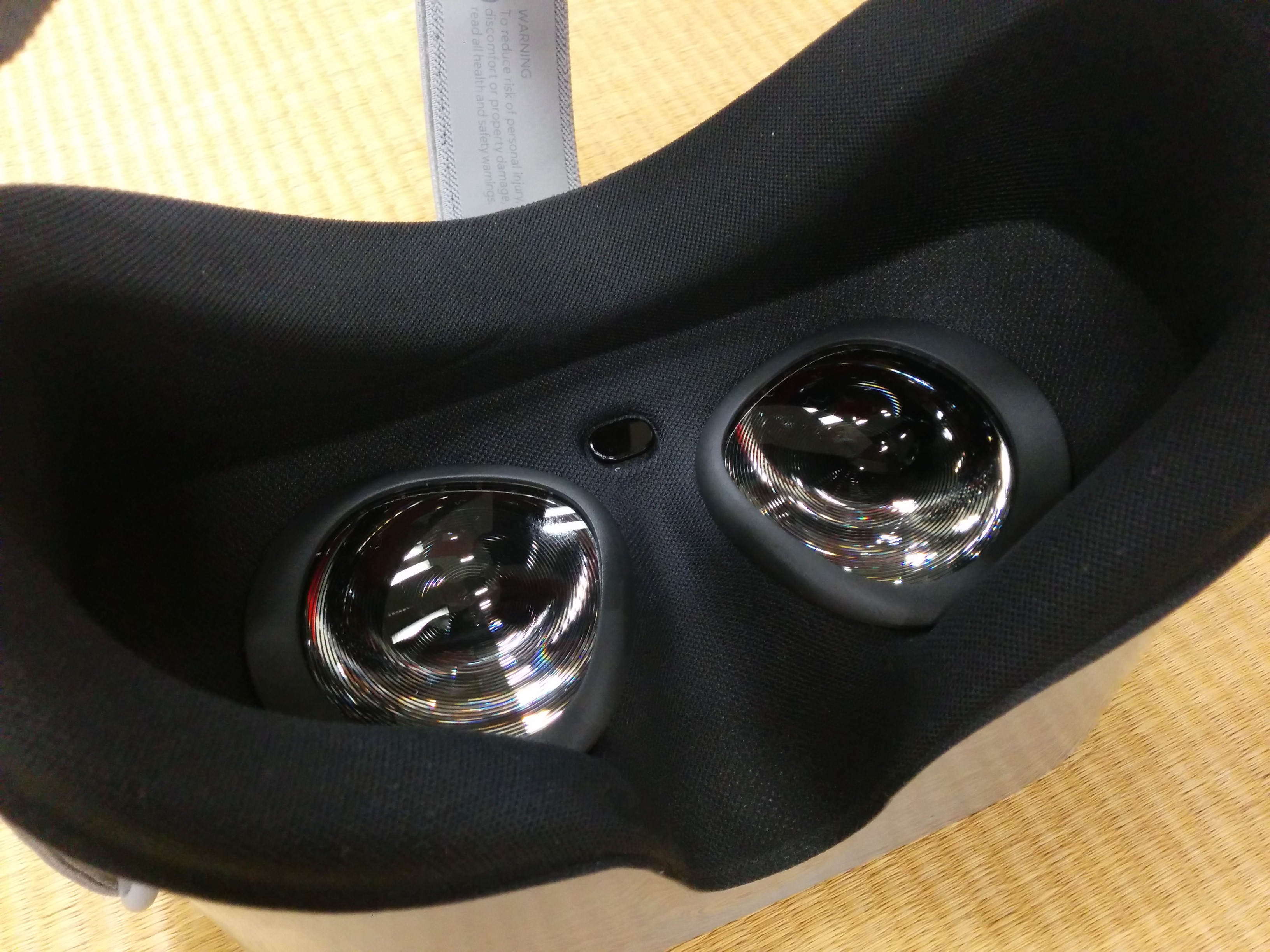
Lentes dentro de un auricular Oculus

Tras la demostración del prototipo Oculus Rift en E3 en junio de 2012, el 1 de agosto de 2012 la compañía anunció una campaña de Kickstarter para desarrollar aún más el producto. Oculus anunció que la versión "dev kit" de Oculus Rift se entregaría como recompensa a los patrocinadores que depositaran $300 o más en Kickstarter, con una fecha de envío prevista en diciembre de 2012 (aunque en realidad no se enviaron hasta marzo de 2013).
También hubo una serie limitada de 100 kits de prototipos Rift sin montar para compromisos de más de $275 que se enviarían un mes antes. Ambas versiones estaban destinadas a incluir Doom 3 BFG Edition, pero el soporte de Rift en el juego no estaba listo, así que para compensarlo incluyeron una selección de vales de descuento para Steam o la tienda Oculus. Dentro de las cuatro horas siguientes al anuncio, Oculus aseguró la cantidad prevista de $250,000 y en menos de 36 horas, la campaña superó 1 millón de dólares en fondos,  finalmente terminó con $2,437,429.
El 12 de diciembre de 2013, Marc Andreessen se unió al directorio de la compañía cuando su empresa Andreessen Horowitz, encabezó la financiación de capital de riesgo Serie B de $75 millones. En total, Oculus VR ha recaudado $91 millones con $2.4 millones recaudados a través de micromecenazgo.

### Adquisición de Facebook y jefe científico
Aunque Oculus VR solo había lanzado un prototipo en desarrollo de sus auriculares, el 25 de marzo de 2014, Mark Zuckerberg anunció que Facebook adquiriría Oculus VR por $2 mil millones, en espera de la aprobación regulatoria. El acuerdo incluye $400 millones en efectivo y $23.1 millones de acciones ordinarias de Facebook, valoradas en $1.6 mil millones así como $300 millones adicionales, suponiendo que Facebook alcance ciertos hitos. Este movimiento fue ridiculizado por algunos partidarios que creían que la adquisición era contraria a la ideología independiente de micromecenazgo.
Muchos partidarios de Kickstarter y figuras de la industria del juego, como el desarrollador de Minecraft Markus Persson, criticaron la venta de Oculus VR a Facebook. El 28 de marzo de 2014, se anunció que Michael Abrash se había unido a la compañía como Jefe Científico.
A partir de enero de 2015, la sede de Oculus VR se trasladó de Irvine, California a Menlo Park, California, donde también se encuentra la sede de Facebook. Oculus ha declarado que esta medida es para que sus empleados estén más cerca de Silicon Valley.

### Oculus Story Studio
En 2014, Oculus VR fundó Oculus Story Studio para ser pionero en la creación de contenido en cine de realidad virtual. El estudio fue dirigido por el director Creativo Saschka Unseld, un veterano que llevaba 6 años en Pixar. El estudio se presentó públicamente por primera vez en el 2015 en Sundance Film Festival. Publicaron tres películas de realidad virtual: Dear Angelica, Henry y Lost, antes de que se cerraran en mayo de 2017.

### Asociación con Samsung
En 2014, Samsung se asoció con Oculus para desarrollar Gear VR, tras el éxito del entonces Rift, en desarrollo.
Durante el curso de 2014 a 2015, se desarrollaron, fabricaron y vendieron dos Ediciones Innovadoras (versiones en desarrollo del Gear VR vendidas principalmente a desarrolladores para investigación y comprensión exclusiva). El dispositivo que usaron las Ediciones Innovadoras fue el Samsung Galaxy Note 4.
El 20 de noviembre de 2015, la edición para el consumidor del Gear VR se lanzó al público y se agotó durante los primeros envíos. El dispositivo era compatible con el Samsung Galaxy Note 5, el Samsung Galaxy S6, el Samsung Galaxy S6 Edge, el Samsung Galaxy S6 Edge+ y posteriormente, el Samsung Galaxy S7 y el Samsung Galaxy S7 Edge.

### Adquisición de Surreal Vision
En mayo de 2015, Oculus adquirió la compañía británica Surreal Vision, una empresa basada en la reconstrucción de mapas en 3D y en realidad aumentada. Las noticias informaron que Oculus y Surreal Vision podrían crear una tecnología de "realidad mixta" en los productos de Oculus, similar al próximo HMD, Microsoft HoloLens. Informaron que Oculus, con la ayuda de Surreal, hará posible la telepresencia.

### Adquisición deThe Eye Tribe
El 28 de diciembre de 2016, los medios informaron que Facebook Inc., La empresa matriz de Oculus, adquirió la startup danesa "The Eye Tribe" por una cantidad no revelada. La compañía ofrece la tecnología de seguimiento ocular utilizada para mejorar la experiencia del usuario en la realidad virtual y ha desarrollado una tecnología que solo se presenta en la resolución más alta donde el usuario está mirando. Una resolución más baja se utiliza más lejos del centro del campo visual, lo que reduce el tiempo de computación.

### Demanda de ZeniMax Media
Tras la adquisición en Facebook de Oculus VR, ZeniMax Media, la empresa matriz de id Software y el jefe anterior de John Carmack, buscaron acciones legales contra Oculus, acusando a la compañía de robo de propiedad intelectual relacionada con Oculus Rift debido a la transición de Carmack de id a Oculus. El caso, ZeniMax v. Oculus, se escuchó en un juicio por jurado en el Tribunal de Distrito de los Estados Unidos para el Distrito Norte de Texas, y se llegó a su veredicto en febrero de 2017, al descubrir que Carmack había tomado el código de ZeniMax y lo había utilizado para desarrollar el Software Oculus Rift, violando su acuerdo de no divulgación con ZeniMax, y el uso de Oculus del código fue considerado una infracción de derechos de autor. ZeniMax recibió $500 millones en el veredicto, y tanto ZeniMax como Oculus están buscando más acciones judiciales

## Productos

### Samsung Gear VR
En noviembre de 2015, Oculus VR y Samsung lanzaron Samsung Gear VR.

### Primera generación
En Oculus Connect 2018, Zuckerberg reveló que Oculus Rift, Oculus Go y Oculus Quest se consideran la primera generación de productos de la compañía, esperando que se desarrollen nuevas iteracciones de los tres para una segunda generación tecnológica de la compañía.

#### Oculus Rift

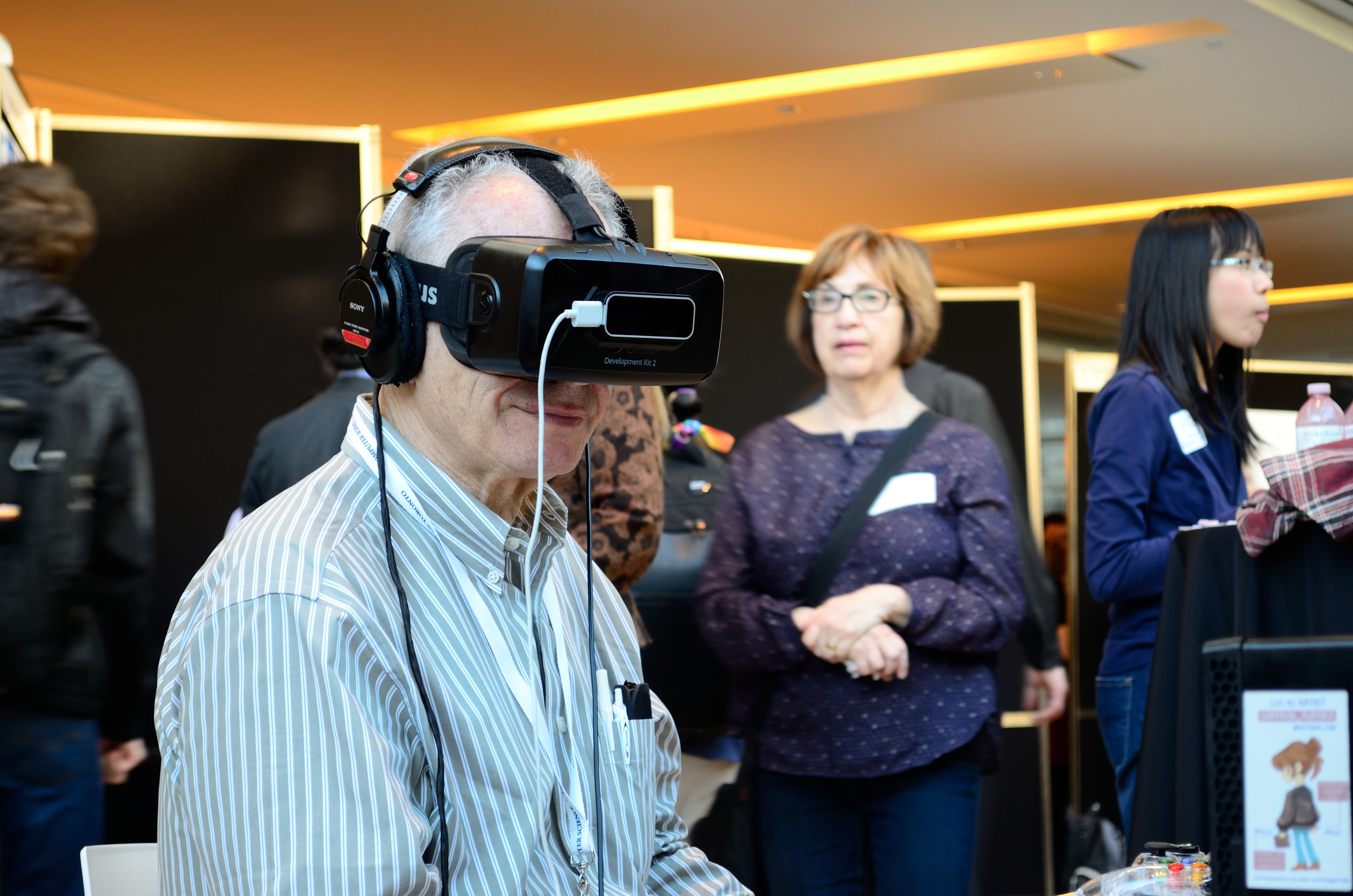
DK2 usado en un escaparate de investigación (sensor de Leap Motion conectado en la frente)

El Oculus Rift es un casco de realidad virtual. El software, sobre todo en los videojuegos, debe programarse de forma personalizada para utilizar el Rift. Los pedidos para los kits de desarrolladores se pusieron a disposición por $300 a través de la página web de Oculus VR a partir del 26 de septiembre de 2012. Estos kits se vendieron a un ritmo de 4 a 5 por minuto durante el primer día, antes de disminuir durante la semana. En marzo de 2014 en GDC, Oculus anunció el próximo Devkit 2 (DK2) que se esperaba que comenzara a distribuirse en julio de 2014.
En enero de 2016 en el CES 2016, Oculus anunció que comenzaría a enviar los auriculares Oculus Rift a clientes en 20 países el 28 de marzo, y costaría $599. En enero de 2016, como gesto de agradecimiento, Oculus anunció que entregaría a las 6,855 personas que participaron en el proyecto Kickstarter 2012 una edición especial de Oculus Rift un día antes de que el nuevo producto salga a la venta al público el 28 de marzo de 2016. Los controladores de movimiento de Oculus Touch se lanzaron oficialmente el 6 de diciembre de 2016 por $199. Los controladores táctiles tenían 53 opciones de juego en el lanzamiento. Los auriculares Oculus Rift también comenzaron a entregarse el 6 de diciembre de 2016 por $49.
El 11 de octubre de 2017, Oculus redujo el precio del paquete Rift + Touch a $399 en EE. UU. En 2017 y 2018, Oculus Rift ha golpeado HTC Vive en términos de envíos de dispositivos de realidad virtual, pero fue sólo en segundo lugar a Sony 's PlayStation VR envíos, que se estima en 2 millones de unidades.

#### Oculus Rift S
El 20 de marzo de 2019, Oculus VR anunció un nuevo casco de realidad virtual, Oculus Rift S. El dispositivo está programado para su lanzamiento en el segundo trimestre de 2019 y está diseñado como un reemplazo directo del Rift original, que se eliminará gradualmente. Poco después se lanza Rift S, El nuevo auricular requiere una PC como el Rift original y todos los juegos disponibles para el Rift original deberían funcionar sin problemas en el Rift S. El dispositivo tiene un precio de $400; Lo mismo que el Rift original. Sin embargo, es un auricular completamente nuevo con hardware diferente, que cuenta con seguimiento interno y diferentes controladores.

#### Oculus Go

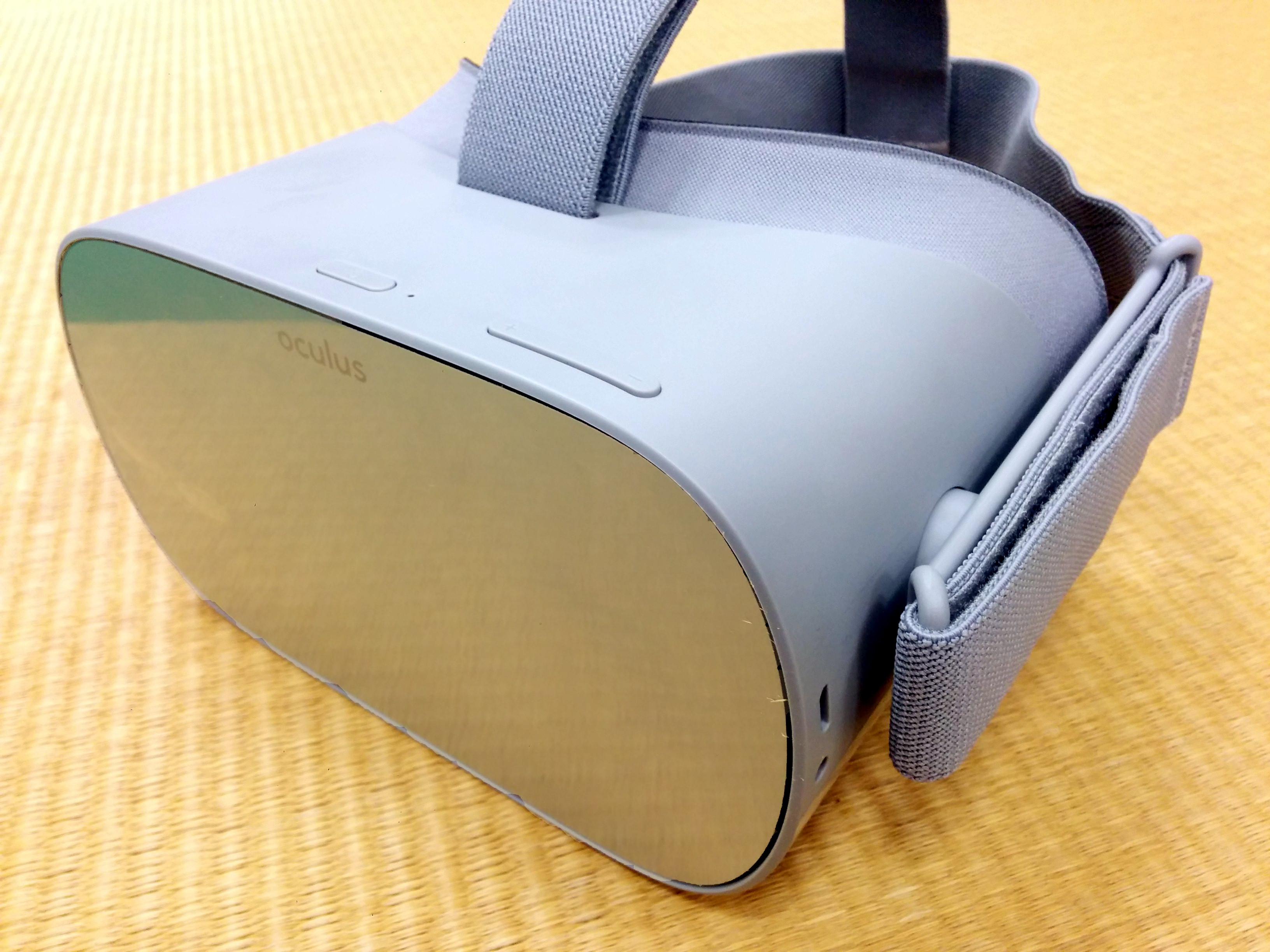
Auriculares Oculus Go

El 11 de octubre de 2017, Oculus anunció un auricular VR independiente llamado "Oculus Go". Oculus desarrolló Oculus Go junto con Qualcomm, el gran diseñador de SoC móvil de EE. UU. Y Xiaomi, el mayor fabricante de teléfonos inteligentes de China. Al igual que Samsung Gear VR y Google Daydream, el dispositivo no está conectado a un ordenador y no requiere de un sistema de juego para funcionar. Solamente se trata de un auricular que no necesita estar conectado a un móvil.
El hardware está equipado con una pantalla de resolución de 5.560 x 1440 de 5.5 pulgadas, lentes de fresnel de mayor calidad que se usan en Oculus Rift y se basa en el procesador Qualdrm's Snapdragon 821 de 2016. Tiene 3° de seguimiento de libertad y un Pequeño controlador que se puede mover como un puntero láser. Oculus Go tiene dos configuraciones de almacenamiento disponibles, con 32 GB de almacenamiento interno por $199 o 64 GB de almacenamiento interno por $249. El auricular incorpora sonido envolvente con dos altavoces de audio espaciales, también tiene un conector para auriculares de 3.5 mm para auriculares independientes. Aunque el Go puede usarse con o sin gafas, el Go ofrece lentes de prescripción de terceros para el auricular ajustados para el auricular por $79.99.

#### Oculus Quest

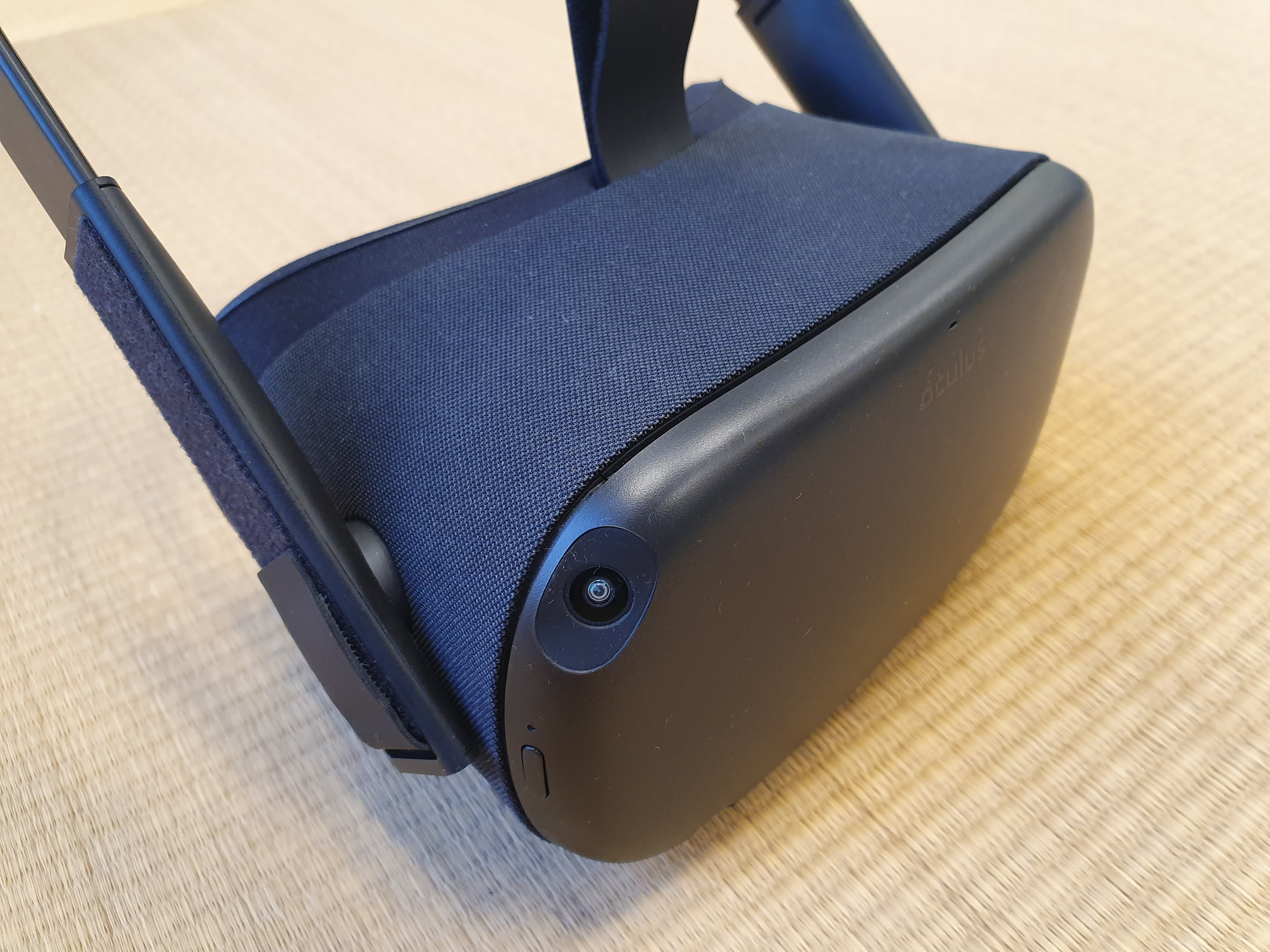
Oculus Quest

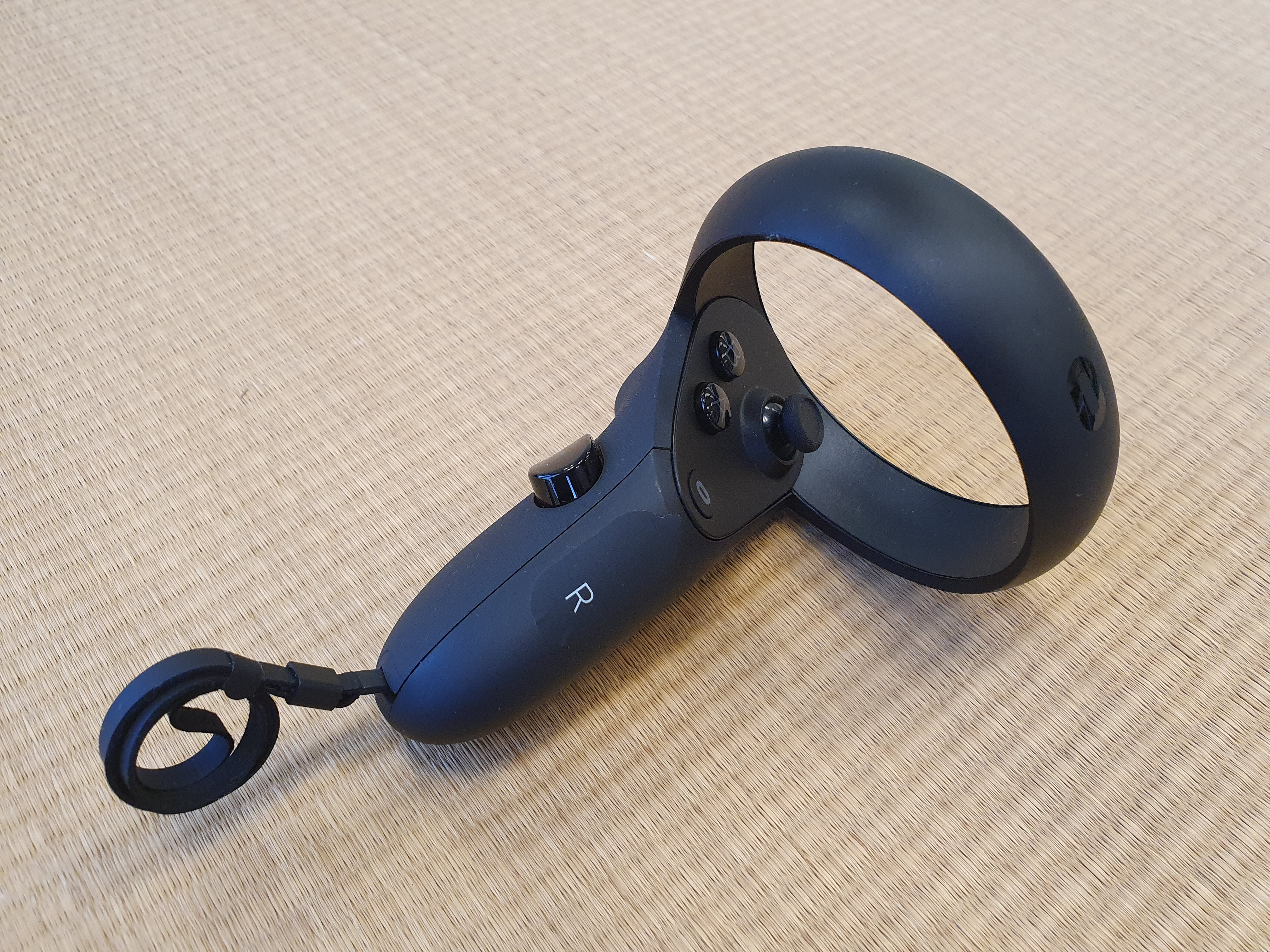
Oculus Touch

El 26 de septiembre de 2018, Oculus VR anunció un auricular de realidad virtual independiente llamado "Oculus Quest", se espera que se lance el 30 de abril al 1 de mayo, durante la conferencia F8 de Facebook. Oculus Quest utiliza controladores de movimiento similares al Oculus Touch de Rift y se muestra con una resolución de 1600 x 1440 con una opción para ajustar el espaciado de la lente. El auricular se lanzará en la primavera de 2019. El precio inicial es de $399. Quest está alimentado por el chip móvil Qualcomm Snapdragon 835. Si bien el ordenador incorporado en Quest puede no ser tan poderosa como un PC independiente, no requerir de un ordenador personal para operar hace posible moverse sin restricciones. El auricular es más ligero y cómodo de usar, con el peso distribuido de manera más uniforme.  El auricular incluye cuatro cámaras de gran angular para el seguimiento posicional de adentro hacia afuera, al contrario que Oculus Go, que carece de rastreo posicional, el sistema de rastreo de Quest proporciona los seis grados de libertad que proporcionan el Rift y otros auriculares.
Los juegos en desarrollo para Quest incluyen Vader Immortal, Robo Recall, Moss, The Climb, Project Tennis Scramble y Face Your Fears 2.

#### Meta Quest 2
Son unas gafas de realidad virtual cómodas que, sin ser perfectas (fugas de luz y peso), son una buena puerta de entrada a la realidad virtual. El no necesitar de sensores de posición adicionales y poder jugar literalmente en cualquier lado es sencillamente fabuloso.
Experiencia y rendimiento: realidad virtual asequible con un "pero" pero vayamos al grueso del asunto: la experiencia en videojuegos. Las Meta Quest 2 montan un procesador Snapdragon XR2. Le acompañaban originalmente 64 GB de almacenamiento interno a la versión básica aunque en agosto de 2021 se tomó la decisión de sustituir la versión básica por una versión de 128 GB, también hay una versión con 256 GB de almacenamiento. Este sirve para almacenar juegos en las propias gafas, algo que tiene sentido si se tiene en cuenta que son autónomas, aunque también se pueden conectarlas al ordenador.
Cuando se usan de forma autónoma el rendimiento es más que correcto, muy bueno, no se aprecia ningún tipo de lag o salto de frame que afecte la simulación. Los gráficos no son comparables a los que se consiguen conectando las gafas al PC, pero la experiencia es muy positiva. En última instancia dependerá de cada juego.

## Oculus Studios

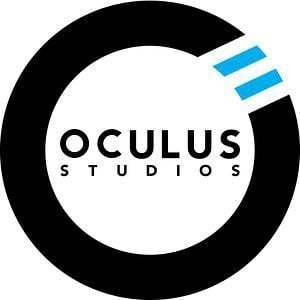
Este es el Logo de los Estudios Oculus.

Oculus Studios es una división de Oculus que se centra en la financiación, la publicación y el asesoramiento técnico a estudios de terceros para crear juegos y experiencias para Oculus Rift. Facebook se comprometió a invertir más de $500 millones en Oculus Studios para juegos.

### Oculus Story Studio
Oculus Story Studio originalmente fue un estudio de cine de realidad virtual animado que fue una división de Oculus VR. El estudio fue iniciado por Oculus VR para ser pionero en la creación de películas de realidad virtual y educar, inspirar y fomentar la comunidad para los cineastas interesados en la realidad virtual.